# Peang

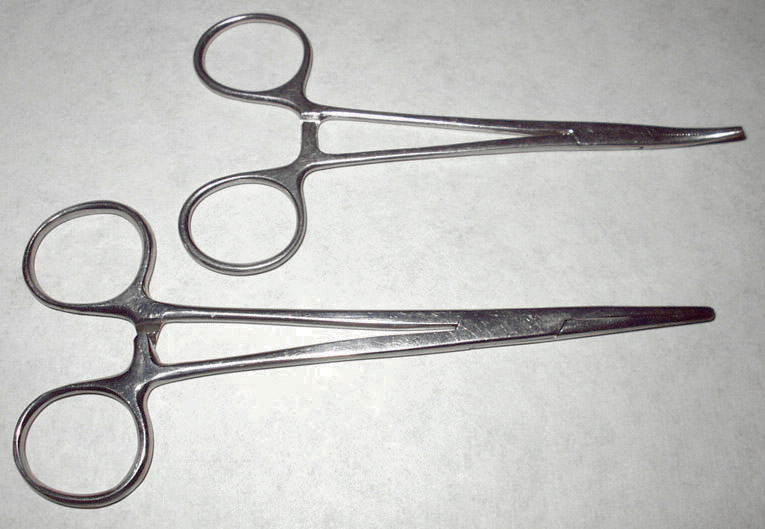
Peanger med rak och böjd spets.

Peang, ursprungligen Péans klämmare efter Jules-Émile Péan, är ett pincett- och saxliknande medicinskt instrument med en låsanordning som gör att den kan spärras i ihopklämt läge. Peanger används inom kirurgi för att stoppa eller undvika blödningar genom att klämma ihop blodkärl, eller för att klämma ihop slangar vid blodbehandling som dialys eller thoraxkirurgi.
Också industriellt används peanger, bland annat vid montering av kablar och liknande i trånga utrymmen. Peanger tillverkas och används också inom sportfiske för att avkroka fångad fisk.
Ordet "peang" är belagt i svenska språket sedan 1907.